# Thalisson Gabriel
Thalisson Gabriel Pereira Moreira (Bauru, 20 gennaio 2002) è un calciatore brasiliano, difensore del Coritiba.

## Carriera
Gabriel è entrato a far parte del settore giovanile del Coritiba nel 2018 proveniente dal Grêmio. Ha debuttato in prima squadra il 18 marzo 2021 nell'incontro di Coppa del Brasile vinto 1-0 contro l'União Rondonópolis.
Il 23 settembre 2021 ha rinnovato il contratto fino all'ottobre del 2025, rimanendo in pianta stabile in Under-20. Nel gennaio 2023 è stato raggiunto un accordo per il suo passaggio in Inghilterra al Norwich City, ma il trasferimento è saltato per il mancato ottenimento del permesso di lavoro.
L'11 aprile 2023 è stato prestato al Camboriú in Série D dove ha giocato fin da subito con regolarità trovando anche la sua prima rete da professionista, contro l'Hercílio Luz. Richiamato anzitempo dal Coritiba, il 19 ottobre ha debuttato in Série A nell'incontro perso 3-0 contro il Cuiabá.

## Statistiche

### Presenze e reti nei club
Statistiche aggiornate al 10 novembre 2023.
| Stagione        | Squadra         | Campionato      | Campionato | Campionato | Coppe nazionali | Coppe nazionali | Coppe nazionali | Coppe continentali | Coppe continentali | Coppe continentali | Altre coppe | Altre coppe | Altre coppe | Totale | Totale | Totale |
| Stagione        | Squadra         | Comp            | Pres       | Reti       | Comp            | Pres            | Reti            | Comp               | Pres               | Reti               | Comp        | Pres        | Reti        | Pres   | Reti   |        |
| --------------- | --------------- | --------------- | ---------- | ---------- | --------------- | --------------- | --------------- | ------------------ | ------------------ | ------------------ | ----------- | ----------- | ----------- | ------ | ------ | ------ |
| 2021            | Coritiba        | A1/PR+B         | 0          | 0          | CB              | 1               | 0               |                    | -                  | -                  |             | -           | -           | 1      | 0      |        |
| 2022            | Coritiba        | A1/PR+A         | 2+0        | 0          | CB              | 0               | 0               |                    | -                  | -                  |             | -           | -           | 2      | 0      |        |
| 2023            | Coritiba        | A1/PR           | 0          | 0          | CB              | 0               | 0               |                    | -                  | -                  |             | -           | -           | 0      | 0      |        |
| 2023            | Camboriú        | D               | 12         | 1          | CB              | 0               | 0               |                    | -                  | -                  |             | -           | -           | 12     | 1      |        |
| 2023            | Coritiba        | A               | 6          | 0          | CB              | 0               | 0               |                    | -                  | -                  |             | -           | -           | 6      | 0      |        |
| Totale carriera | Totale carriera | Totale carriera | 20         | 1          |                 | 1               | 0               |                    | -                  | -                  |             | -           | -           | 21     | 1      |        |